# 켑코우데
켑코우데(Kepco-Uhde)는 티센크루프 인더스트리얼 솔루션즈(舊 Uhde)가 개발한 PRENFLO® PSG(PRENFLO® with Steam Generation) 가스화 공정을 시장에 공급하기 위하여 한국전력공사와 독일 EPC업체 티센크루프 인더스트리얼 솔루션즈가 합작하여 설립한 기업이다. 한국전력공사(45%), 한국중부발전(3%), 한국남부발전(3%), 한국남동발전(3%), 한국동서발전(3%), 한국서부발전(3%), 한국전력기술(3%), 한전KPS(3%) 티센크루프 인더스트리얼 솔루션즈(34%) 등이 주요 주주이다. 본사는 서울특별시 강남구 삼성로 530 (삼성동) 부방빌딩(별관) 4층에 있고, 독일에 도르트문트사무소가 있다.

## 연혁
- 2011년 3월      한국전력공사와 독일 우데사 합작회사 켑코우데 설립
- 2016년 6월 17일 한국전력공사 이사회에서 켑코우데 휴면법인화 결정

## 사건·사고 및 논란

### 휴면법인 전환계획 은폐
2015년 8월 켑코우데는 투자설명회를 열고 유진투자증권, 키움자산운용 등 민자투자사로부터 45.2억원을 투자받아 은행차입금 32억원 상환하고 나머지를 회사 운영비로 사용했다. 하지만 투자설명회 당시 한국전력공사는 공동투자사인 독일 UHDE사가 한국전력공사에 ㈜켑코우데의 휴면법인화 제안한 사실을 숨긴 것으로 드러났다. 한국전력공사는 민자투자사로부터 투자를 받은 직후에도 적자만 계속 쌓여가자 석탄가스화 사업과 ㈜켑코우데를 관리하는 석탄가스화사업 부서를 폐지(2015.12.29.)하고 켑코우데의 사업 후속조치로 1안 ‘휴면법인’과 2안 ‘휴업’을 검토하다가 투자자로부터 소송대응에 유리한 ‘휴면법인’을 하기로 결정한 뒤 2016년 6월 17일 이사회를 열어 켑코우데의 휴면법인화를 의결해버렸다.
이같은 사실에 유진투자증권과 키움자산운용 등 민자투자사들은 2015년 8월 켑코우데의 투자설명에 대한 상황이 부합하지 않다며 수차례 항의했으며, 키움투자자산운용은 내부 법률검토를 통해 한국전력공사의 묵시적 기망행위에 의한 사기죄 성립이 가능하다고 주장하고 있다.
2016년 5월 2일 한국전력공사는 ‘민자투자사의 재무해결방안 요구에 대해 상법상 자기주식 취득의 법률위반 및 독점규제 및 공정거래에 관한 법률위반의 소지가 있는 것으로 판단되어 수용이 불가하다’고 통지했으며, 이에 민간투자사는 동년 8월 22일 법원에 기망에 의한 투자라며 신주인수권 계약을 취소해달라는 소송을 제기한 것으로 밝혀졌다.

## 같이 보기
- 자원외교